# Economia Uniunii Europene

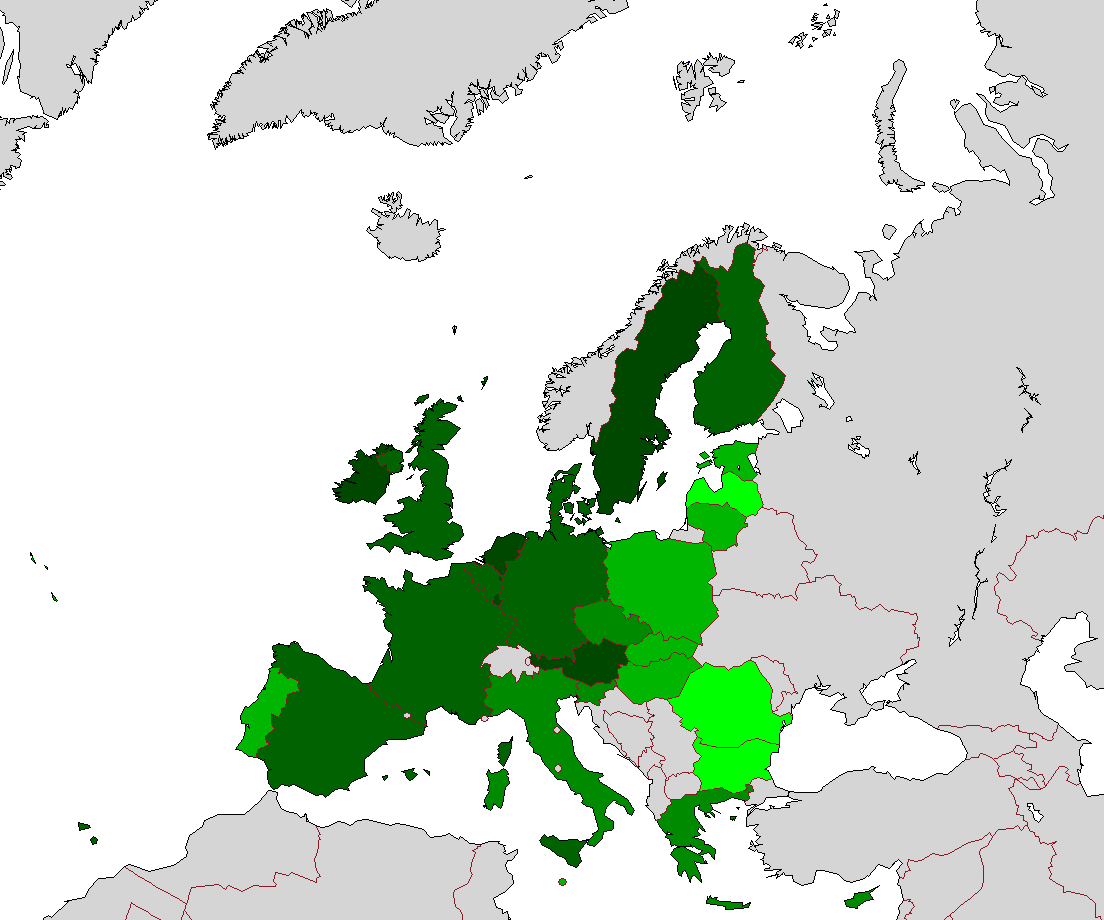
PIB-ul pe cap de locuitor (11 iulie 2009):
>30.000 €
>25.000 €
>20.000 €
>15.000 €
>10.000 €

Uniunea Europeană este prima putere economică mondială ce combină economiile celor 27 state membre, având un produs intern brut (PIB) de 16 748 miliarde de dolari, în paritate nominală. Douăzeci de state membre au adoptat o monedă comună, Euro, reglementată de Banca Centrală Europeană. Economia UE reprezintă o piață unică și UE este reprezentată ca entitate unică în cadrul OMC (Organizația Mondială a Comerțului).
| State Membre      | PIB-ul 2009 milioane de euro | Populația în milioane | PIB-ul pe cap de locuitor 2009 euro | PIB-ul (Nominal) pe cap de locuitor 2009 euro | PIB-ul pe cap de locuitor 2009 % EU27 | Euro-zonă da/nu |
| ----------------- | ---------------------------- | --------------------- | ----------------------------------- | --------------------------------------------- | ------------------------------------- | --------------- |
| Uniunea Europeană | 11,808,717                   | 500                   | 23,600                              | 23,600                                        | 100.0%                                |                 |
| Germania          | 2,409,100                    | 82.3                  | 27,300                              | 29,300                                        | 116.2%                                | da              |
| Franța            | 1,907,145                    | 63.8                  | 25,300                              | 29,600                                        | 107.3%                                | da              |
| Marea Britanie    | 1,566,741                    | 60.9                  | 27,400                              | 25,300                                        | 117.0%                                | nu              |
| Italia            | 1,520,870                    | 60.1                  | 24,000                              | 25,200                                        | 101.6%                                | da              |
| Spania            | 1,051,151                    | 44.8                  | 24,500                              | 22,900                                        | 103.0%                                | da              |
| Olanda            | 570,208                      | 16.4                  | 30,700                              | 34,600                                        | 129.8%                                | da              |
| Polonia           | 310,075                      | 38.2                  | 14,300                              | 8,100                                         | 61%                                   | nu              |
| Belgia            | 337,284                      | 10.6                  | 27,200                              | 31,400                                        | 114.9%                                | da              |
| Suedia            | 292,680                      | 9.1                   | 28,400                              | 31,300                                        | 120.3%                                | nu              |
| Austria           | 277,074                      | 8.3                   | 28,800                              | 32,800                                        | 124.0%                                | da              |
| Grecia            | 237,494(p)                   | 11.2                  | 22,300(p)                           | 21,100(p)                                     | 95%                                   | da              |
| Danemarca         | 222,893                      | 5.5                   | 27,700                              | 40,400                                        | 117.3%                                | nu              |
| Irlanda           | 163,543                      | 4.4                   | 30,900                              | 36,600                                        | 131.0%                                | da              |
| Finlanda          | 170,971                      | 5.3                   | 26,100                              | 32,100                                        | 110.4%                                | da              |
| Portugalia        | 167,633                      | 10.6                  | 18,500                              | 15,800                                        | 78.3%                                 | da              |
| Republica Cehă    | 137,246                      | 10.3                  | 19,000                              | 13,100                                        | 80.4%                                 | nu              |
| România           | 115,869                      | 21.5                  | 10,400(2007)                        | 5,800(2007)                                   | 45%                                   | nu              |
| Ungaria           | 93,086                       | 10.0                  | 14,900                              | 9,300                                         | 63.0%                                 | nu              |
| Slovacia          | 63,332                       | 5.4                   | 16,900                              | 11,700                                        | 71.5%                                 | da              |
| Croația           | 45,376                       | 4.5                   | 15,700(2008)                        | 10,800(2008)                                  | 64%                                   | nu              |
| Luxemburg         | 37,755                       | 0.5                   | 63,000                              | 75,700                                        | 267.8%                                | da              |
| Slovenia          | 34,894                       | 2.0                   | 20,300(b)                           | 17,100(b)                                     | 86.1%                                 | da              |
| Bulgaria          | 33,877                       | 7.6                   | 10,400(2008)                        | 4,500(2008)                                   | 41%                                   | nu              |
| Lituania          | 26,650                       | 3.4                   | 12,500                              | 8,000                                         | 53.1%                                 | da              |
| Letonia           | 18,539                       | 2.3                   | 11,400                              | 8,200                                         | 48.5%                                 | da              |
| Cipru             | 16,947                       | 0.8                   | 23,200                              | 21,200                                        | 98.2%                                 | da              |
| Estonia           | 13,730                       | 1.3                   | 14,600                              | 10,200                                        | 62.0%                                 | da              |
| Malta             | 5,720                        | 0.4                   | 18,300                              | 13,800                                        | 77.6%                                 | da              |

| Candidate la UE | PIB-ul 2008 milioane de euro | Populația în milioane | PIB-ul (PPP) pe cap de locuitor 2009 euro | PIB-ul (Nominal) pe cap de locuitor 2009 euro | PIB-ul pe cap de locuitor 2009 % EU27 | Euro-zonă da/nu |
| --------------- | ---------------------------- | --------------------- | ----------------------------------------- | --------------------------------------------- | ------------------------------------- | --------------- |
| Islanda         | 8,688                        | 0.3                   | 28.200                                    | 27,200                                        | 119.7%                                | nu              |
| Turcia          | 441,019                      | 71.0                  | 11,400(2008)                              | 7,000(2008)                                   | 46%                                   | nu              |
| Macedonia       | 6,852                        | 2.0                   | 8,400(2008)                               | 3,300(2008)                                   | 35%                                   | nu              |

| State din afara UE | PIB-ul 2008 milioane de euro | Population în milioane | PIB(PPP) pe cap de locuitor 2009 euro | PIB(Nominal) pe cap de locuitor 2009 euro | PIB pe cap de locuitor 2009 % EU27 | Euro-zonă da/nu |
| ------------------ | ---------------------------- | ---------------------- | ------------------------------------- | ----------------------------------------- | ---------------------------------- | --------------- |
| Norvegia           | 275,060                      | 4.6                    | 41,500                                | 56,500                                    | 177.3%                             | nu              |
| Elveția            | 354,680                      | 7.7                    | 33,900(p)                             | 45,800(p)                                 | 144%                               | nu              |

p: valoarea provizorie
e: valoare estimată 

Surse: PIB-ul:EUROSTAT(), GDP(PPP) per inhabitant: EUROSTAT(),GDP per capita in PPS :EUROSTAT() , GDP per inhabitant expressed in PPS (2009): EUROSTAT ()
     >30.000 €
     >25.000 €
     >20.000 €
     >15.000 €
     >10.000 €

## Reglementări
Normele europene de mediu interzic desfășurarea activităților industriale în zonele urbane începand cu anul 2015.

### Concurența
În anul 2007, autoritățile europene de reglementare a concurenței au sancționat cu 486,9 milioane euro patru producători de sticlă pentru ferestre, uși și oglinzi, aceștia fiind acuzați că au cooperat, ilegal, la majorarea prețurilor și au manipulat mediul în care activează.
Companiile vizate sunt Guardian (SUA), Pilkington (divizia din Marea Britanie a grupului japonez), Saint-Gobain (Franta) și Glaverbel (divizia din Belgia a grupului japonez Asahi Glass).

## Forța de muncă
Dacă în anii '70 femeile nu reprezentau nici 30% din piața europeană a muncii, în 2008 ajunseseră la 43%, iar in anul 2014 la  59,6%. În anul 2008, au fost transferate 78,7 miliarde euro în țara de origine de către străinii care au obținut venituri din muncă într-un stat mermbru al Uniunii Europene.

### Șomajul
Rata șomajului din Uniunea Europeană (UE) a avansat în noiembrie 2009 cu 0,1 puncte procentuale față de octombrie, până la 9,5%, cel mai ridicat nivel din ultimii nouă ani și zece luni, în timp ce rata șomajului din zona euro a atins pragul de 10%, conform datelor, Eurostat.
Pentru zona euro este cel mai ridicat nivel din august 1998.
Numărul șomerilor din UE s-a apropiat de 22,9 milioane de persoane în noiembrie, din care peste 15,7 milioane erau din zona euro.
În rândul tinerilor, șomajul este mult mai mare.
Astfel, 20,5% din cetățenii Uniunii Europene cu vârste între 15 și 24 de ani încă nu și-au găsit un loc de muncă (august 2011).
Evoluția ratei șomajului:
- 2011-04: 9,5% (22,5 milioane șomeri, din care 15,7 milioane în zona euro)[8]
- 2010-06: 9,6% (23 milioane șomeri, din care 15,7 milioane în zona euro)[9]
- 2009-11: 9,5% (22,9 milioane șomeri, din care 15,7 milioane în zona euro)[6]
- 2009-07: 9%[10]
- 2008-07: 7%[10]
- 2005-05: 8,8% (19,1 milioane șomeri, din care 12,8 milioane în zona euro)[11]

Cele mai reduse rate ale șomajului au fost înregistrate, în iulie 2009, în Olanda (3,4%), Austria (4,4%) și Cipru (5,5%), iar cele mai mari în Estonia (18,5%), Letonia (17,4%) și Lituania (16,7%).
În iunie 2010, cele mai scăzute rate ale somajului au fost înregistrate în Austria (3,9%) și Olanda (4,4%), la polul opus situându-se Spania (20%), Letonia (20%) și Estonia (19%).

## Agricultura
Producția de porumb a Uniunii Europene a fost de 55,2 milioane de tone în anul 2006.
Din punct de vedere al suprafeței alocate, cele mai cultivate plante sunt: grâu, porumb, orz și rapiță.
În anul 2007, suprafața totală cultivată cu rapiță a crescut cu 13,6% față de 2006, până la șase milioane de hectare.

## Industria auto
În anul 2007, în Uniunea Europeană au fost comercializate circa 16 milioane de mașini.
În anul 2009 s-au vândut 14,5 milioane de automobile, iar pentru 2010 vânzările sunt estimate la 12,7 milioane unități.
În anul 2010, producția de vehicule ușoare (autoturisme și vehicule comerciale sub 3,5 tone) a fost de 16,3 milioane, din care 5,4 milioane au fost asamblate în Germania.

## Industria de apărare
În anul 2006, cheltuielile anuale ale Uniunii Europene erau în jur de 180 miliarde de euro anual în domeniul militar.

## Energie
În 2030, se estimează că aproximativ 8% din carburanții comercializați pe piața europeană vor fi biocombustibili.
Importurile de gaze din Rusia reprezintă 26% din consumul Uniunii Europene, și 40% din gazele consumate de gospodării și intreprinderi.
În Europa Centrală și de Est, gazele rusești acoperă 87% din totalul importurilor și 60% din consum.
În anul 2008, aproape 50% din gazul consumat în spațiul comunitar și circa o treime din petrolul consumat în Uniune erau de proveniență rusească.
Spre comparație, întreaga producție indigenă de energie a Europei sprijină doar 46% din necesarul energetic al țărilor comunitare.

### Reducerea consumului de energie
Uniunea Europeană și-a propus ca, până în 2020, să reducă emisiile de gaze cu efect de seră cu 20%.
În UE se va consuma cu 60% mai puțină electricitate dacă vechile becuri, cele cu incandescență, vor fi înlocuite cu lămpi fluorescente.
Această economie la factura consumatorului ar aduce și o scădere cu 30 de milioane de tone a emisiilor anuale de CO2 în atmosferă în UE.
Pentru a îndeplini acest plan, becurile incandescente de 100W a fost interzise la 1 septembrie 2009.
Becul de 75W este interzis de la 1 septembrie 2010, iar cele de 60W vor fi interzise în septembrie 2011.
Din toamna anului 2012, nu se vor mai putea produce becuri incandescente.

### Gazele naturale
Consumul de gaze naturale în Uniunea Europeană a fost de 611 miliarde de metri cubi în anul 2010.
Din această cantitate, 23% a fost furnizată de Rusia.
În anul 2013, 27% din consumul de gaze naturale (adică 162,7 miliarde de metri cubi) era asigurat din Rusia.
În schimb, Rusia primea aproape 250 de miliarde de dolari pe an, adică două treimi din veniturile guvernamentale.

### Energia eoliană
În aprilie 2010, la nivelul UE erau instalați 74.767 MW în proiecte eoliene, echivalentul a peste 100 de reactoare ale centralei nucleare de la Cernavodă.
Germania este lider în ceea ce privește investițiile în energia eoliană, cu 25.000 MW instalați.
În anul 2009 au fost instalați 10.163 MW în proiecte eoliene la nivel european.
Capacitățile eoliene nou-instalate au fost cele mai numeroase comparativ cu orice altă formă de producere a energiei și desi 2009 a fost un an de criză, acestea au fost în creștere cu 23% comparativ cu 2008.

### Energia solară
La sfârșitul anului 2009, capacitățile instalate erau: Germania - aproape 10.000 MW, (o treime fiind instalați în 2009), Spania - 3.595 MW, Italia - 1.158 MW, Franța - 465 MW, Cehia - 465 MW.
Prin comparație, România avea o capacitate instalată de 0,5 MW.

## Minerit
În septembrie 2007, 4 Europarlamentari români, Daciana Octavia Sârbu, Tiberiu Bărbulețiu, Horia-Victor Toma și Adina-Ioana Vălean au inițiat o declarație politică în Parlamentul European (PE) privind interzicerea folosirii tehnologiei bazate pe cianuri în exploatările miniere.
Declarația a venit în sprijinul propunerii legislative a Senatorilor Gheorghe Funar (PRM) și Peter Eckstein Kovacs (UDMR) de interzicere a cianurii în minerit în România.
În mai 2010, Parlamentul European a adoptat Rezoluția referitoare la interzicerea folosirii tehnologiilor pe bază de cianuri în mineritul din Uniunea Europeană.
De asemenea, PE a invitat Comisia Europeană (CE) ca, până la sfârșitul anului 2011, să propună interzicerea totală a tehnologiilor de minerit pe bază de cianuri, în Uniunea Europeană.

### Huila
În anul 2010, din producția totală de huilă a UE, mai mult de jumătate era furnizată de Polonia, în timp ce cealaltă jumătate era produsă în principal în Germania, Marea Britanie, Republica Cehă și Spania.

## Industria farmaceutică
În anul 2008, piața medicamentelor generice din Europa Centrală și de Est a atins valoarea de 17,2 miliarde de euro.

## Coeficientul lui Gini
Până în prezent, una dintre metodele cele mai utilizate pentru măsurarea inegalității veniturilor este Coeficientul lui Gini. Aceasta este o măsură a inegalității veniturilor pe o scară de la 0 la 1. Pe această scală, 0 reprezintă o egalitate ideală pentru toți cei care au aceleași venituri și 1 reprezintă o inegalitate absolută cu o singură persoană de toate veniturile. Potrivit ONU, coeficientul Gini variază de la 0,247 în Danemarca la 0,743 în Namibia. Majoritatea țărilor post-industriale au coeficientul Gini în intervalul de la 0,25 până la 0,40. Conform unor estimări, în 2005 coeficientul Gini în UE a fost de 0,31 , comparativ cu Statele Unite, 0,463,  ceea ce este un rezultat foarte surprinzător, întrucât UE nu a obținut aproape niciun fel de venituri interguvernamentale de putere și s-au alăturat noi state membre sărace 2004.

## Piața de telecomunicații
- Veniturile industriei telecom din Uniunea Europeană au crescut cu 1,3% în 2008, la peste 300 miliarde Euro[34][35].
- Factura medie a clienților din acest sector a scăzut, în 2008, la 19,49 euro pe lună, de la 21,48 euro pe lună în anul anterior[35].
- Numărul de utilizatori de telefoane mobile a crescut de la 112% din populația UE în 2007 la 119% în 2008, cu Italia, Lituania și Luxemburg în topul clasamentului, cu o penetrare de peste 140%[35]
- Prin comparație, numărul de utilizatori este de 87% în SUA, respectiv 85% în Japonia[35].
- Numarul de conexiuni broadband la internet prin linie fixă a urcat cu 14 milioane în 2008, la 114 milioane[35].
- Aproximativ 13% din populația de 495 milioane cetățeni europeni utilizează conexiuni broadband mobile[35].

## Comerțul exterior al Uniunii Europene
Cu toate că populația UE reprezintă doar 6,9 % din populația mondială, schimburile sale comerciale cu restul lumii reprezintă aproximativ 15,6 % din importurile și exporturile derulate la nivel mondial. Peste 64 % din comerțul total al țărilor din UE se realizează cu alte țări din Uniune. În anul 2009, Uniunea Europeană era principalul partener comercial al RP Chineze cu un total de 364 miliarde USD, urmată de SUA cu 298,2 miliarde USD.
Exporturile celor 27 State Membre ale UE au atins la sfârșitul anului 2009 valoarea de 127,7 miliarde USD (13 % din importurile RP Chineză), pe locul 2 în clasamentul exportatorilor în RP Chineză, fiind devansată de Japonia (130,938 miliarde USD).
Din punct de vedere al importurilor din RP Chineză, cele 27 State Membre UE se situează la sfârșitul anului 2009 pe primul loc, înregistrând o valoare de 236,2 miliarde USD, fiind urmată de SUA cu 220,8 miliarde USD.
În anul 2009, investițiile străine directe ale Uniunii Europene în țările din afara blocului comunitar au scăzut cu 24%, de la 348 miliarde de euro în 2008, la 263 miliarde euro în 2009, în timp ce investițiile străine directe ale țărilor partenere către UE au crescut cu 12%, de la 199 miliarde euro la 222 miliarde euro.
În anul 2009, cele mai mari deficite comerciale au fost înregistrate de Marea Britanie (92,6 miliarde euro), Franța (54,5 miliarde euro), Spania (49,5 miliarde euro), Grecia (28,5 miliarde euro), Portugalia (19 miliarde euro) și România (9,8 miliarde euro), iar cele mai mari excedente au fost înregistrate de Germania (135,8 miliarde euro), Olanda (37,9 miliarde euro) și Irlanda (37,4 miliarde euro).
Principala destinație a investițiilor europene au rămas Statele Unite, cu 40%, deși volumul investițiilor UE în SUA a scăzut de la 121 miliarde euro în 2008, la 69 miliarde euro în 2009.
Investițiile directe ale UE în Rusia, care atingeau 26 miliarde euro în 2008, au scăzut masiv, și chiar au devenit ieșiri din investiții, volumul retragerilor fiind de 1 miliard de euro în 2009.
În același timp, Statele Unite au rămas și cea mai mare sursă de investiții străine directe în Uniunea Europeană, cu o creștere de la 50 miliarde euro în 2008, la 97 miliarde euro în 2009.
În 2016, cele 28 de state membre ale UE au deținut cea de-a doua cotă din importurile și exporturile de bunuri. Exporturile lor au reprezentat 15,6 % din totalul mondial, deși în 2014 acestea au fost depășite pentru prima dată în existența UE de cele înregistrate de China (16,1 % în 2014 și 17,0 % în 2016). La capitolul exporturi, țările UE au devansat SUA (11,8 %).
Statele Unite au deținut o pondere mai mare din importurile mondiale (17,6 %), comparativ cu țările din UE (14,8 %) sau China (12,4 %).